# Catenaria uncinata
Catenaria uncinata är en svampart som beskrevs av W. Martin 1978. Catenaria uncinata ingår i släktet Catenaria och familjen Catenariaceae.   Inga underarter finns listade i Catalogue of Life.